# Blake Clark
Blake Clark (Macon, Georgia, 1946. február 2. –) amerikai komikus, színész, szinkronszínész, humorista, vietnámi háborús veterán.
Legismertebb alakítása szinkronszínészként a Toy Story 3. és Toy Story 4. című animációs filmhez kapcsolódik: Jim Varney halálát követően ő kapta meg Slinky kutya szerepét.

## Élete és pályafutása
1969-ben szerezte előadóművészi diplomáját a LaGrange College-ban. A vietnámi háború idején az 5. gyalogos hadosztályban szolgált főhadnagyként.[forrás?]

## Filmográfia

### Film
| Év   | Magyar cím                                       | Eredeti cím                                | Szerep                                     | Magyar hang      |
| ---- | ------------------------------------------------ | ------------------------------------------ | ------------------------------------------ | ---------------- |
| 1985 | Szent Elmo tüze                                  | St. Elmo's Fire                            | Wally                                      |                  |
| 1989 | Hamm-Hamburger                                   | Fast Food                                  | E.G. McCormick                             | Csuja Imre       |
| 1989 |                                                  | Wired                                      | Dusty Jenkins                              |                  |
| 1989 | Johnny, a jóarcú                                 | Johnny Handsome                            | Monte seriff                               | Várkonyi András  |
| 1991 | Bohóc-sztori                                     | Shakes the Clown                           | Stenchy, a bohóc                           |                  |
| 1991 | A sötét szél                                     | The Dark Wind                              | Ben Gaines                                 |                  |
| 1992 | Katicák, avagy hajrá csajok!                     | Ladybugs                                   | Bull edző                                  | Hankó Attila     |
| 1992 | Szerelmi bájital                                 | Love Potion No. 9                          | motoros rendőr                             | Végh Ferenc      |
| 1992 | Játékszerek                                      | Toys                                       | Hagenstern                                 |                  |
| 1992 | Titkok a síron túlról: A Hilltop Drive-i örökség | Grave Secrets: The Legacy of Hilltop Drive | W.D. Marshall                              |                  |
| 1993 | Végzetes ösztön                                  | Fatal Instinct                             | Milo Crumley                               | Gesztesi Károly  |
| 1994 | A Maszk                                          | The Mask                                   | Murray                                     | Rudas István     |
| 1996 | Egyedül az erdőben                               | Alone in the Woods                         | Sarge                                      |                  |
| 1997 | Nekem 8                                          | Nothing to Lose                            | benzinkutas                                | Csurka László    |
| 1997 | Nekem 8                                          | Nothing to Lose                            | benzinkutas                                | Kajtár Róbert    |
| 1998 | A vizesnyolcas                                   | The Waterboy                               | Fran segédedző                             | Hollósi Frigyes  |
| 1998 | Tycus – A halál üstököse                         | Tycus                                      | Scott parancsnok                           | Bácskai János    |
| 1999 |                                                  | Valerie Flake                              | Jack bácsi                                 |                  |
| 2000 | Kritikus tömeg                                   | Critical Mass                              | Borden seriff                              | Koroknay Géza    |
| 2000 | Szökőárban                                       | Intrepid                                   | Wayne                                      | Bácskai János    |
| 2000 | Kenyér és rózsa                                  | Bread and Roses                            | Mr. Griffin                                |                  |
| 2000 | Sátánka – Pokoli poronty                         | Little Nicky                               | Jimmy, a démon                             | Hollósi Frigyes  |
| 2000 |                                                  | Donut Men                                  | Mr. Cellphone                              |                  |
| 2001 | Kismocsok                                        | Joe Dirt                                   | öreg cajun férfi                           |                  |
| 2001 | Corky Romano, a kezes farkas                     | Corky Romano                               | biztonsági őr                              |                  |
| 2002 | Elbaltázott éjszaka                              | Back by Midnight                           | farmer                                     |                  |
| 2002 | A kismenő                                        | Mr. Deeds                                  | Buddy Ward, a hátvéd apja                  | Hollósi Frigyes  |
| 2002 | 8 őrült éjszaka                                  | Eight Crazy Nights                         | Radio Shack Walkie-Talkie-s ember (hangja) |                  |
| 2003 |                                                  | BachelorMan                                | veterán                                    |                  |
| 2003 | Kegyetlen bánásmód                               | Intolerable Cruelty                        | Branco, levezető elnök a kongresszuson     | Kardos Gábor     |
| 2004 | Az 50 első randi                                 | 50 First Dates                             | Marlin Whitmore                            | Papp János       |
| 2004 | Betörő az albérlőm                               | The Ladykillers                            | fociedző                                   |                  |
| 2005 |                                                  | Todd's Coma                                | Trina apja                                 |                  |
| 2006 | Lúzer SC                                         | The Benchwarmers                           | Umpire                                     |                  |
| 2006 | Szívek hullámhosszán                             | I'm Reed Fish                              | Irv                                        | Bácskai János    |
| 2006 |                                                  | Car Babes                                  | Len Davis                                  |                  |
| 2007 | Férj és férj                                     | I Now Pronounce You Chuck & Larry          | őrült hajléktalan                          |                  |
| 2008 | Vadbarmok                                        | Strange Wilderness                         | Fász                                       | Szokolay Ottó    |
| 2008 | Bőrfejek                                         | Leatherheads                               | chicagói bíró                              |                  |
| 2008 | Hot-dog túra                                     | Wieners                                    | Mr. Applebaum                              | Faragó András    |
| 2008 | Zsenikém – Az ügynök haláli                      | Get Smart                                  | tábornok                                   |                  |
| 2008 | Esti mesék                                       | Bedtime Stories                            | motoros                                    |                  |
| 2009 |                                                  | American Cowslip                           | Grimes                                     |                  |
| 2010 |                                                  | The Last Godfather                         | O'Brian százados                           |                  |
| 2010 | Toy Story 3.                                     | Toy Story 3                                | Slinky kutya (hangja)                      | Várkonyi András  |
| 2010 | Nagyfiúk                                         | Grown Ups                                  | Bobby `Duda` Ferdinando                    | Harsányi Gábor   |
| 2011 | Rango                                            | Rango                                      | Buford (hangja)                            | Schneider Zoltán |
| 2011 |                                                  | Son of Morning                             | halász                                     |                  |
| 2011 | Hawaii vakáció (rövidfilm)                       | Hawaiian Vacation                          | Slinky kutya (hangja)                      | Várkonyi András  |
| 2011 | A kis krumpli (rövidfilm)                        | Small Fry                                  | Slinky kutya (hangja)                      | Várkonyi András  |
| 2012 | Apa ég!                                          | That's My Boy                              | Gerald                                     | Papp János       |
| 2012 | Apa ég!                                          | That's My Boy                              | Gerald                                     | Bácskai János    |
| 2013 | Highland Park                                    | Highland Park                              | Hal                                        | Uri István       |
| 2015 | Nevetséges hatos                                 | The Ridiculous 6                           | Gulch seriff                               |                  |
| 2019 | Toy Story 4.                                     | Toy Story 4                                | Slinky kutya (hangja)                      | Várkonyi András  |
| 2019 | Két páfrány között – A film                      | Between Two Ferns: The Movie               | Earl Canderton                             |                  |
| 2020 | Hubie, a halloween hőse                          | Hubie Halloween                            | Tayback, szakács                           | Kajtár Róbert    |
| 2023 | Leó                                              | Leo                                        | golfos (hangja)                            |                  |
| 2025 | Happy, a flúgos golfos 2.                        | Happy Gilmore 2                            | Hajléktalan                                | Bácskai János    |

### Televízió
| Év        | Magyar cím                  | Eredeti cím                   | Szerep                  | Megjegyzések                                    |
| --------- | --------------------------- | ----------------------------- | ----------------------- | ----------------------------------------------- |
| 1981      |                             | The Greatest American Hero    | rendőr                  | 2 epizód                                        |
| 1982–1989 |                             | Remington Steele              | Frede                   | 7 epizód                                        |
| 1983      | M*A*S*H                     | M*A*S*H                       | katonai rendőr          | 1 epizód                                        |
| 1984      |                             | Hot Flashes                   | Al                      | főszereplő (5 epizód)                           |
| 1985      | A simlis és a szende        | Moonlighting                  | újságos                 | 1 epizód                                        |
| 1985      |                             | Apt. 2C                       | Toki                    | tévéfilm                                        |
| 1985–1986 |                             | Newhart                       | Roby                    | 2 epizód                                        |
| 1986      | Mitchell, a társam          | Long Time Gone                | pultos                  | tévéfilm                                        |
| 1986      |                             | The Facts of Life             | Trucker                 | 1 epizód                                        |
| 1986–1987 |                             | Women in Prison               | Clint Rafferty          | főszereplő (13 epizód)                          |
| 1986–1987 |                             | It's Garry Shandling's Show   | több szerep             | 3 epizód                                        |
| 1987      |                             | Gimme a Break!                | B.J. O'Brien            | 2 epizód                                        |
| 1991      |                             | Midnight Caller               | Nelson Briles           | 2 epizód                                        |
| 1991      | Ki a főnök?                 | Who's the Boss?               | Hoyt                    | 1 epizód                                        |
| 1991      |                             | Designing Women               | Skip Jackson            | 1 epizód                                        |
| 1993      | Roseanne                    | Roseanne                      | Vic                     | 1 epizód                                        |
| 1993–1994 |                             | Grace Under Fire              | Gil Kelly / Jimmy       | 3 epizód                                        |
| 1994      |                             | Thea                          | Roy Bennett             | 2 epizód                                        |
| 1994      | Mesék a kriptából           | Tales from the Crypt          | Jerry                   | 1 epizód                                        |
| 1994–1999 | Házi barkács                | Home Improvement              | Harry                   | mellékszereplő                                  |
| 1995      |                             | The Drew Carey Show           | Jules Lambermont        | 5 epizód                                        |
| 1995–2000 | A kis gézengúz              | Boy Meets World               | Chet Hunter             | mellékszereplő                                  |
| 1996      |                             | Coach                         | Buffalo Billy           | 1 epizód                                        |
| 1997      |                             | Murphy Brown                  | titkosszolgálat ügynöke | 1 epizód                                        |
| 1998      |                             | Arliss                        | Mr. Griff               | 1 epizód                                        |
| 1998      |                             | Smart Guy                     | Mr. Petrasek            | 1 epizód                                        |
| 1999–2000 |                             | The Jamie Foxx Show           | Bob Nelson              | mellékszereplő                                  |
| 2001      | Sabrina, a tiniboszorkány   | Sabrina, the Teenage Witch    | Phil (hangja)           | 2 epizód                                        |
| 2002      | Fakopáncs Frici kalandjai   | The New Woody Woodpecker Show | Röfi őrmester (hangja)  | 8 epizód                                        |
| 2003      |                             | Lost at Home                  | Ralphie                 | 2 epizód                                        |
| 2004      | Döglött akták               | Cold Case                     | Tom Jaden               | 1 epizód                                        |
| 2005      | A nevem Earl                | My Name Is Earl               | Buzz Darville           | 1 epizód                                        |
| 2006      | Mindenki utálja Christ      | Everybody Hates Chris         | Russo                   | 1 epizód                                        |
| 2010      | Sok sikert, Charlie!        | Good Luck Charlie             | Mel                     | 1 epizód                                        |
| 2010      | Balfékek                    | Community                     | Bogner edző             | 1 epizód                                        |
| 2011–2012 | Pecatanya                   | Fish Hooks                    | Chief (hangja)          | 6 epizód                                        |
| 2014      | Wander, a galaktikus vándor | Wander Over Yonder            | több szereplő (hangja)  |                                                 |
| 2015      | Riley a nagyvilágban        | Girl Meets World              | Chet Hunter             | 1 epizód                                        |
| 2016      |                             | Yu-Gi-Oh!: Game On            | Ambrose Willis (hangja) | 1 epizód                                        |
| 2016      | Apa csak egy van            | Last Man Standing             | Clark                   | 1 epizód                                        |
| 2016–2017 | Csőrös Harvey               | Harvey Beaks                  | Roland (hangja)         | 2 epizód                                        |
| 2017–2019 | SMILF                       | SMILF                         | Joe                     | - 10 epizód - magyar hangja: - Cs. Németh Lajos |
| 2021      | Hacks – A pénz beszél       | Hacks                         | tulajdonos              | 1 epizód                                        |
| 2021–2022 |                             | United States of Al           | Wayne                   | 7 epizód                                        |